# جوسيب فالتشيتش
جوسيب فالتشيتش (بالكرواتية: Josip Valčić) مواليد 21 أبريل 1984 في زادار، هو لاعب كرة يد كرواتي. مثل منتخب كرواتيا لكرة اليد.

## سجل المنافسة
شارك في البطولات التالية:
- بطولة أوروبا لكرة اليد للرجال 2014

## روابط خارجية
- جوسيب فالتشيتش على موقع الاتحاد الأوروبي لكرة اليد (الإنجليزية)